# کومتل ایر
کومتل ایر (به انگلیسی: Comtel Air) یک شرکت هواپیمایی است. دفتر مرکزی کومتل ایر در وین، اتریش واقع شده‌است و قطب این شرکت هواپیمایی در فرودگاه بین‌المللی وین قرار دارد و به ۴ مقصد، پرواز انجام می‌دهد.